# Хазов, Николай Панфилович
Николай Панфилович Хазов (27 декабря 1913 — 17 июля 1991) — гвардии полковник, командир 172-го гвардейского стрелкового полка, Герой Советского Союза (24 марта 1945).

## Биография
Николай Панфилович Хазов родился 27 декабря 1913 года в селе Большой Вьяс (ныне Лунинского района Пензенской области) в крестьянской семье. Русский. Член ВКП(б) с 1938 года. Окончил сельскохозяйственный техникум в селе Инсар. По окончании техникума работал агрономом, затем заведующим сельскохозяйственным отделом городского комитета ВЛКСМ в городе Саранск.
В РККА с 1933 года. В 1936 году окончил Казанское военное пехотное училище. Участник боёв с японскими милитаристами у озера Хасан в 1938 году. В 1942 году окончил курсы «Выстрел».
На фронте в Великую Отечественную войну — с февраля 1943 года. С 17 ноября 1943 года — командир 172-го гвардейского стрелкового полк (57-я гвардейская стрелковая дивизия, 8-я гвардейская армия, 1-й Белорусский фронт).
Стрелковый полк под командованием гвардии подполковника Xазова Н. П., в ходе Варшавско-Познанской операции, в наступательных боях 14-29 января 1945 года, совершив марш продолжительностью в четыреста пятьдесят километров, вышел к берегам реки Варта (Польша), выбил фашистов с занимаемых позиций и принял участие в освобождении 22 января 1945 года города Гнезно (Польша), окружении и разгроме вражеской группировки в польском городе Познань. За те бои приказом Верховного Главнокомандующего 172-му гвардейскому стрелковому полку присвоено почётное наименование «Гнезненский».

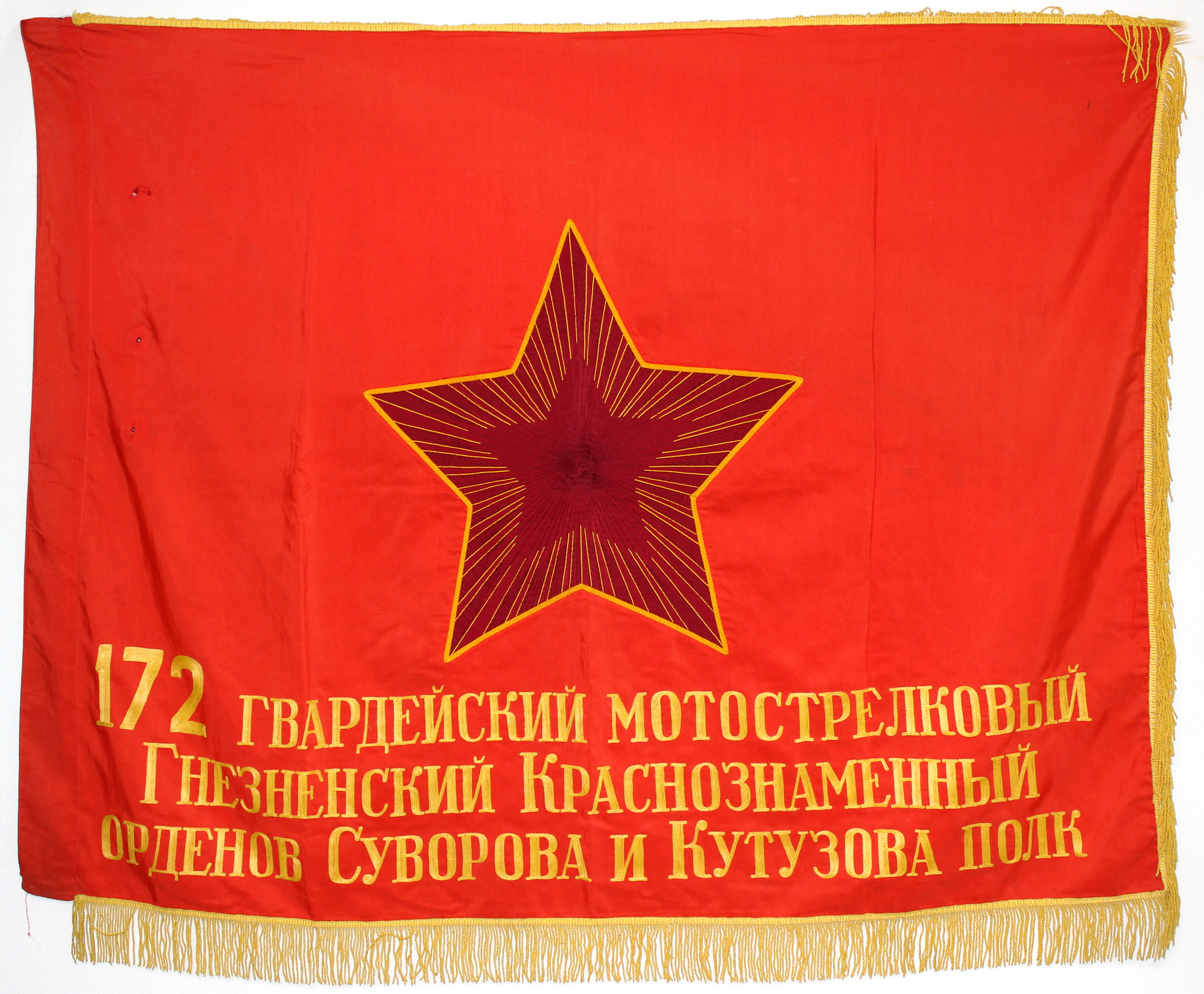
Знамя 172 гвардейского мотострелкового полка

Указом Президиума Верховного Совета СССР от 24 марта 1945 года за умелое командование стрелковым полком образцовое выполнение боевых заданий командования на фронте борьбы с немецко-фашистским захватчиками и проявленные при этом мужество и героизм гвардии подполковнику Хазову Николаю Панфиловичу присвоено звание Героя Советского Союза с вручением ордена Ленина и медали «Золотая Звезда».
После Великой Отечественной войны Н. П. Хазов продолжил службу в армии. В 1949 году окончил Военную академию имени М. В. Фрунзе.
С 1955 года — в отставке. Жил в городе Москве. Работал старшим инженером в Научно-исследовательском институте Академии наук СССР.
Николай Панфилович Хазов скончался 17 июля 1991 года в Москве. Похоронен в селе Большой Вьяс Лунинского района Пензенской области.

## Награды и звания
- Звание Герой Советского Союза (Указ Президиума Верховного Совета СССР от 24 марта 1945 года):
- орден Ленина (Указ Президиума Верховного Совета СССР от 24 марта 1945 года)
- медаль «Золотая Звезда» № 5172 (Указ Президиума Верховного Совета СССР от 24 марта 1945 года)
- орден Красного Знамени[1];
- орден Красного Знамени[2];
- орден Красного Знамени[3];
- орден Красного Знамени;
- орден Суворова III степени[4];
- орден Отечественной войны I степени[5];
- орден Красной Звезды[6];
- орден Красной Звезды;
- медаль «За победу над Германией в Великой Отечественной войне 1941—1945 гг.» (Указ Президиума Верховного Совета СССР от 9 мая 1945 года);
- Медаль «За взятие Берлина» (Указ Президиума Верховного Совета СССР от 9 июня 1945 года);
- другие медали СССР.

## Память
Бюст в посёлке Лунино.